# Tomrefjord

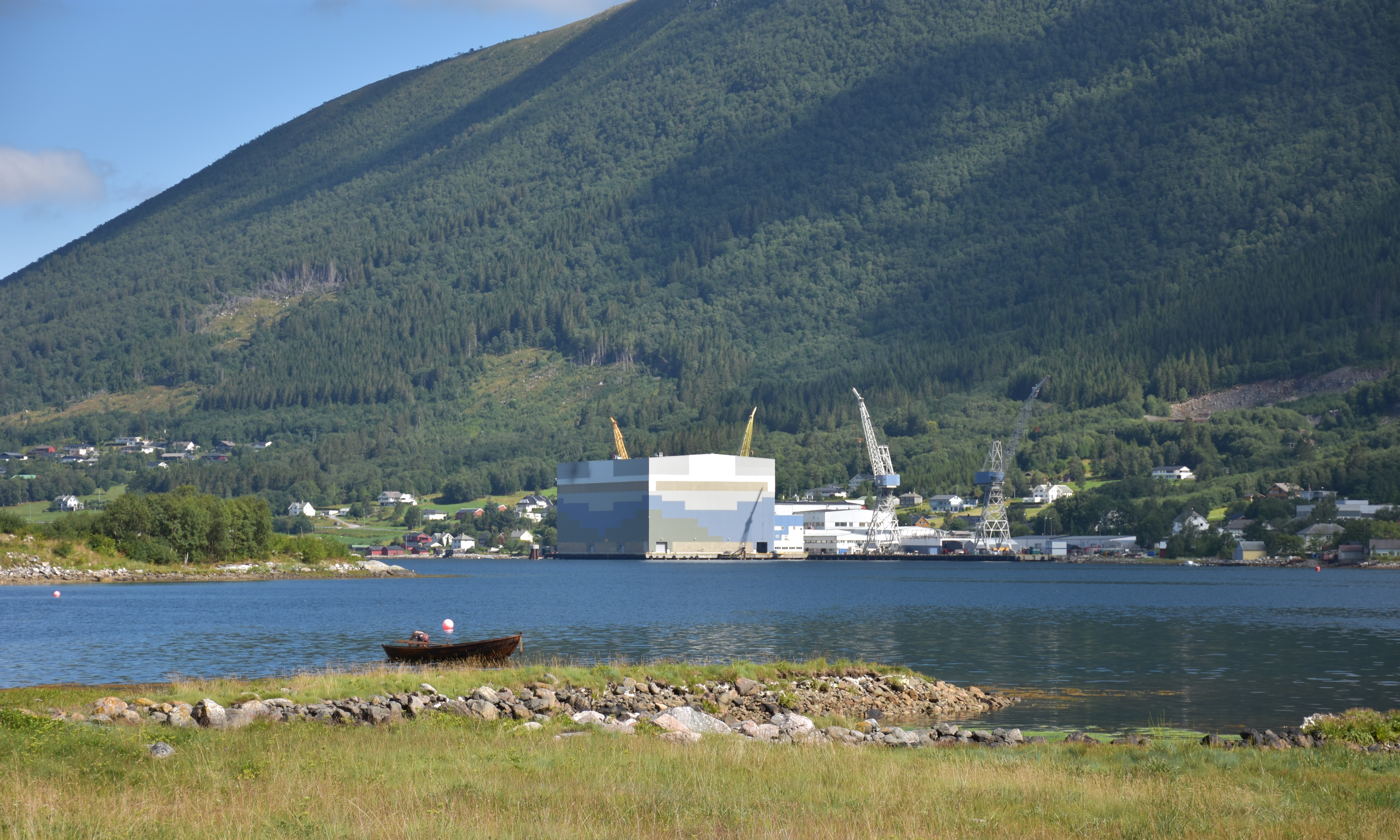
Blick auf die Siedlung und die Werft

Tomrefjord oder Tomra ist eine Siedlung (norwegisch Tettstad) in der Kommune Vestnes im Verwaltungsbezirk (norwegisch Fylke) Møre og Romsdal.
Die Siedlung liegt am Ende des gleichnamigen Fjords und ist geprägt von der Schiffswerft Vard Langsten, der ehemaligen Langsten Slip & Båtbyggeri, mit rund 1000 Beschäftigten.